# Karl Barth
Karl Barth (ur. 10 maja 1886 w Bazylei, zm. 10 grudnia 1968 w Bazylei) – teolog szwajcarski. Najbardziej wpływowy teolog ewangelicko-reformowany od czasów Kalwina.

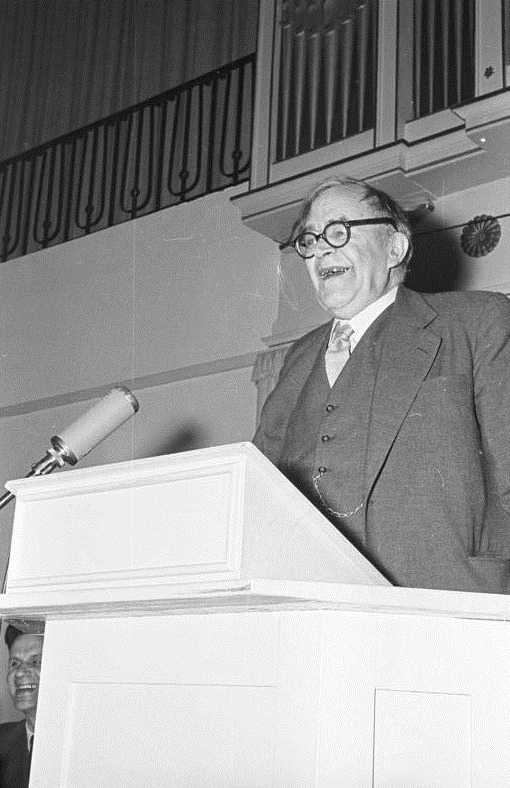
Karl Barth w 1956

W typowo protestancki sposób w każdej dziedzinie teologii podkreśla przewagę Boga i jego łaski nad działaniem ludzkim. Kalwinista, negujący jednak tzw. "predestynację podwójną". Zaprzeczył możliwości poznania Boga za pomocą rozumu, tym samym odrzucając teologię naturalną. Był czołowym twórcą teologii dialektycznej. W kontrowersyjny sposób przeciwstawia chrystocentryzm antropocentryzmowi. Przeciwstawia też religię wierze, opowiadając się po stronie ostatniej.

## Życiorys

### Zerwanie z liberalizmem
Wychowywał się w Bernie. Kształcił się w duchu XIX-wiecznego liberalnego chrześcijaństwa. W latach 1911–1921 był pastorem w Safenwil (Argowia). W okresie I wojny rozczarował się do liberalizmu, widząc poparcie jakie teoretycy tego kierunku, m.in. Adolf von Harnack, dali militaryzmowi niemieckiemu.
W komentarzu do Listu do Rzymian (1922), uważanego za jedno z najważniejszych współczesnych dzieł teologicznych, stanowczo odrzucił możliwość łączenia Boga z jakimikolwiek ludzkimi osiągnięciami, kulturą lub ideologią. 
Wspólnie z innymi teologami (Rudolf Bultmann, Eduard Thurneysen, Emil Brunner, Friedrich Gogarten) stworzył kierunek zwany "teologią dialektyczną", który występował przeciwko liberalizmowi w chrześcijaństwie. 

### Twórca "Deklaracji z Barmen"
Następnie wykładał teologię na uniwersytetach w Getyndze, Münster i Bonn.
W 1934 stanowczo sprzeciwił się próbom pojednania niemieckich protestantów z Hitlerem. Był jednym z głównych inicjatorów i współautorów "Deklaracji z Barmen", która odrzuciła możliwość wszelkiej współpracy protestantów z nazizmem i przeciwstawiła Jezusa – "Führerowi". Następnie został wybrany jednym z członków rady antyhitlerowskiego niemieckiego Kościoła Wyznającego. W 1935 naziści zmusili go do opuszczenia Niemiec, gdy odmówił przysięgi na wierność Hitlerowi. 
Wrócił do Szwajcarii i został wykładowcą w Bazylei. Dał się poznać jako polemista filozofii Hegla i teologii Friedricha Schleiermachera. W 1938 r. oświadczył, że żołnierze walczący z III Rzeszą, walczą o chrześcijaństwo.

### Po II wojnie
Po wojnie stał się jednym z głównych rzeczników odpowiedzialności Niemców za II wojnę światową, a także chciał doprowadzić do pojednania ich z innymi narodami. W 1947 wraz z Hansem-Joachimem Iwandem napisał "Oświadczenie z Darmstadt", które jasno stwierdzało fakt odpowiedzialności narodu niemieckiego za skutki wojny. Winą za współpracę Kościołów z faszystami obarczał dominujący w chrześcijaństwie konserwatyzm i anty-socjalizm. Był krytykowany, że ten dokument nie potępił wyraźnie komunizmu.
W latach 50. popierał pacyfistów i sprzeciwiał się remilitaryzacji Niemiec.
W 1962 wyjechał z serią wykładów do USA. Zaproszony na obrady Soboru Watykańskiego II, nie przyjechał z powodu poważnej choroby. Jego najważniejszym dziełem, tworzonym przez większość życia i nieukończonym jest Dogmatyka kościelna.

## Nauczanie
Teologię Bartha można przedstawić jako teologię Słowa  . W swoim podejściu do Biblii przeciwstawił się swym liberalnym profesorom, m.in. Adolfowi Harnackowi oraz twierdzeniom Szkoły religii, które pozbawiały Stary Testament jego charakteru objawionego, redukując go do, mniej lub bardziej, naturalnej, ludzkiej religijności Izraela. Słowo Boże Barth rozumiał jako źródło poznania Boga. Poznanie to dokonuje się przez wiarę, która jest pełnym zaufania i zawierzenia, przylgnięciem do Boga. Podkreślał, że to Bóg jest tym który wychodzi do człowieka. Jest tym, do którego należy inicjatywa. Poznanie jest więc wynikiem więzi, którą sam Bóg ustanawia między Sobą a człowiekiem, mającym postawę słuchania. 

### Podstawowe tezy
- teologia musi mieć znaczenie praktyczne i być użyteczna społecznie
- istnieje tylko "predestynacja pozytywna" tzn. wybranie przez Boga wszystkich ludzi do zbawienia (uniwersalna dostępność zbawienia - podobnie jak w luteranizmie)
- potwierdzenie istnienia Trójcy Świętej, podważane przez zwolenników teologii liberalistycznej
- Biblia nie jest "objawieniem", lecz tylko częściowym "ujawnieniem" się Boga człowiekowi za pomocą "niedoskonałego" ludzkiego języka i pojęć
- Biblia nie jest jednolita historycznie, ani nie jest zgodna z nauką; jej najważniejszą podstawą i znaczeniem jest ukazanie osoby i dzieła Jezusa jako "drogi ku Bogu" (chrystocentryzm)
- błędne są: protestancka "teologia naturalna" (która koncentruje się na indywidualnej pobożności) i katolickie zestawianie na jednej płaszczyźnie teologicznej Boga i człowieka (antropocentryzm)
- religia musi być głoszona wyłącznie "słowem", nie za pomocą ozdób i ceremonii
- odrzucenie katolickiego kultu maryjnego jako przejawu herezji
- konieczność szukania ekumenicznej wspólnoty wszystkich chrześcijan

## Dzieła
- List do Rzymian (1922)
- Kazania na cały rok chrześcijański
- Bóg tu i teraz
- Wprowadzenie do teologii ewangelickiej
- Kościół i Państwo
- Człowieczeństwo Boga (1960)
- Życie chrześcijańskie
- Dogmatyka kościelna, 5 tomów